# Greifenhagen (Arnstein)
Greifenhagen ist ein Ortsteil der Stadt Arnstein im Landkreis Mansfeld-Südharz in Sachsen-Anhalt und hat etwa 250 Einwohner.

## Geschichte
Greifenhagen ist eigentlich eine Doppelsiedlung, die am zur Wipper fließenden Stockbach liegt. Luftbildaufnahmen zeigen deutlich die Zweiteilung der Ansiedlung: im Norden ist es ein Haufendorf, der südliche Teil ist ein typisches Doppelzeilendorf, bei dem sämtliche Grundstücke auf beiden Seiten einer Straße liegen.
Der nördliche Teil, das Oberdorf, wurde in einer Urkunde von 1032 als Wyrinthagorod – Wernrode – erwähnt. Der südliche Teil, das Unterdorf, wurde in mehreren Urkunden aus den Jahren 1184, 1188 und 1387 Grifinhagen, Grifenhagen und Gryffenhagen – Greifenhagen – genannt. Beide Ortsnamen weisen über ihre Endung auf einen reichen Waldbestand zur Zeit der Gründung hin.
Angeblich geht der Ortsname Greifenhagens auf den sagenhaften Grifo zurück, der im Jahre 747 die Sachsen aus Gründen der eigenen Besitzstandswahrung zum Aufstand gegen seinen Halbbruder, den fränkischen major domus Pippin aufrief.
Im Mittelalter gehörte Greifenhagen zur Freiherrschaft Arnstein. 1387 kam es mit den Orten Arnstedt, Quenstedt, Welbsleben, der Burg Arnstein, Harkerode, Sylda und Bräunrode an die Grafen von Mansfeld. Greifenhagen war, da nie eine eigene Kirche vorhanden war, ins nahe gelegene Bräunrode eingepfarrt.
Wirtschaftlich war Greifenhagen stark von der Industrie des nur etwa 8 Kilometer entfernten Städte Hettstedt, Mansfeld und natürlich auch von den nahegelegenen Kupferschieferschächten abhängig. Viele Menschen arbeiteten in den Mansfelder Kupfer- und Messingwerken, aus denen nach dem Zweiten Weltkrieg das VEB Mansfeld Kombinat „Wilhelm Pieck“ wurde. Mit der Abwicklung der sozialistischen Großindustrie durch die Treuhandanstalt nach der Deutschen Wiedervereinigung 1990 verloren auch viele Einwohner Greifenhagens ihre Arbeitsplätze.
Am 1. Januar 2010 schlossen sich die bis dahin selbständigen Gemeinden Greifenhagen, Alterode, Bräunrode,  Harkerode, Quenstedt, Stangerode, Sylda, Ulzigerode und Welbsleben sowie die Stadt Sandersleben (Anhalt) zur neuen Stadt Arnstein zusammen. Die Verwaltungsgemeinschaft Wipper-Eine, zu der Greifenhagen gehörte, wurde aufgelöst.
Im Westen liegt die Wüstung Selrode, die um das Jahr 1400 aufgegeben wurde.